# Palacete Rodovalho

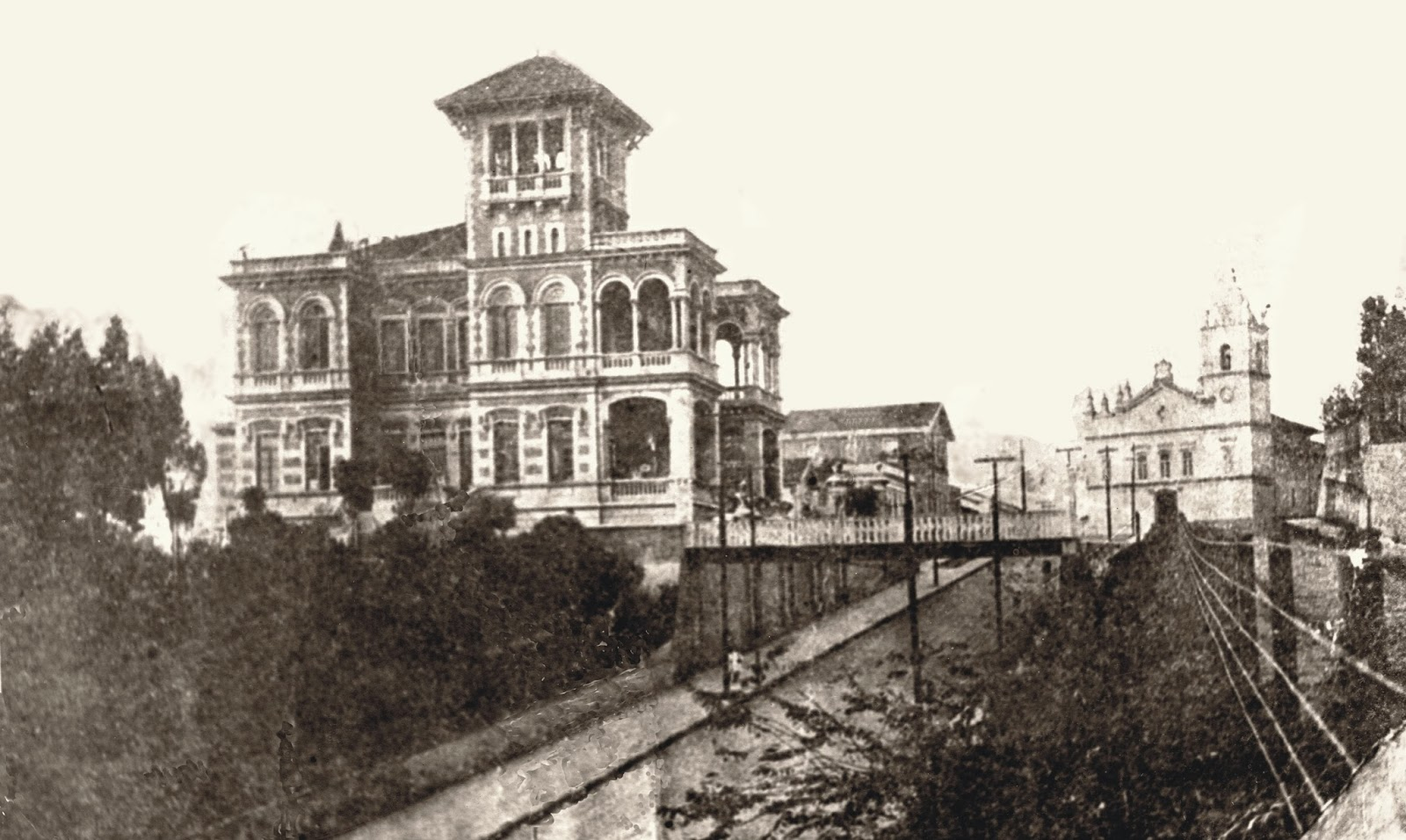
Palacete Rodovalho à esquerda, Igreja Matriz de Nossa Senhora da Penha de França à direita e passarela pedagiada no centro (foto de 1905).

O Palacete Rodovalho, também chamado de Casarão Rodovalho, ou Chalé Rodovalho, era uma suntuosa mansão de propriedade de Antônio Proost Rodovalho e seus descendentes, localizada no bairro da Penha de França, na cidade de São Paulo.

Esse imóvel foi construído em meados do Século XIX, abrigou três gerações da família Rodovalho e serviu como hospedagem até mesmo para o Imperador D. Pedro II. Mas foi demolido entre as décadas de 1950 e 1960.

## Histórico

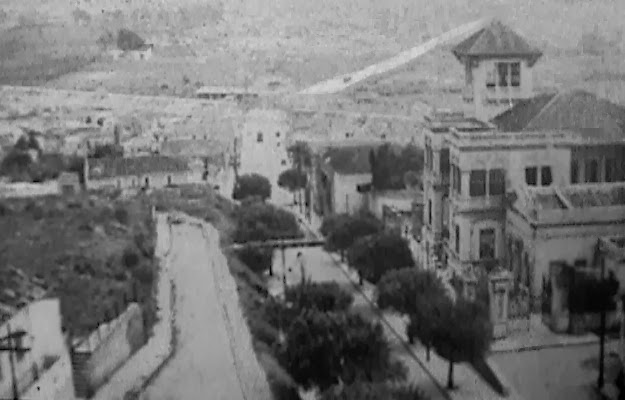
Travessa Nossa Sra. da Penha à esquerda, antiga Ladeira da Penha (atual Rua Coronel Rodovalho) com passarela pedagiada ao centro, Palacete Rodovalho à direita e Av. Celso Garcia ao fundo (foto de 1920).

O Palacete Rodovalho ficava localizado na chamada Ladeira da Penha, atual Rua Coronel Rodovalho, na elevada paisagem com 1.500 m de altitude do local conhecido como Alto da Penha, à direita da chamada Igreja Velha da Penha, inaugurada em 1668, atual Igreja Matriz de Nossa Senhora da Penha de França[carece de fontes?], no bairro da Penha de França, na Zona Leste da cidade de São Paulo.
O Palacete, que era uma referência arquitetônica do bairro da Penha de França, foi construído em meados do Século XIX por Antônio Proost Rodovalho, o Cel. Rodovalho (São Paulo, 27 de janeiro de 1838 – São Paulo, 30 de dezembro de 1913), empresário, político, fundador da Associação Comercial e Agrícola de São Paulo, atual Associação Comercial de São Paulo, e da empresa Melhoramentos.[carece de fontes?]
Ao lado do Palacete havia uma passarela, construída pelo Cel. Rodovalho, que ligava as duas margens da colina e servia de acesso à antiga estação ferroviária da Penha. Porém, era necessário pagar um pequeno pedágio pela sua utilização.
Após o falecimento do Cel. Rodovalho em 1913, aos 75 anos, seu legado empresarial e o palacete foram deixados para seu filho Antônio Proost Rodovalho Júnior, conhecido como Rodovalho Júnior, falecido em 1941, que, por sua vez, deixou o Palacete para seu filho Rodovalho Neto.
O Palacete chegou a ganhar fama no bairro de casa assombrada, ou mal-assombrada, principalmente nos seus últimos anos, devido ao seu aspecto de abandonado e pelo falecimento do Cel. Rodovalho no interior da casa em 1913.
O Cel. Rodovalho e seu filho Rodovalho Júnior foram agraciados com seus nomes em ruas do bairro da Penha de França. E Rodovalho Neto cedeu seu nome para uma rua no bairro de Parelheiros, também na cidade de São Paulo.

## Visitas de D. Pedro II
D. Pedro II, o Imperador do Brasil na época, era muito amigo do Cel. Rodovalho e, supostamente, se hospedou algumas vezes em seu Palacete, de passagem pela Penha de França, durante as suas viagens pelo Império.
A mais documentada delas foi a visita 1886. O Imperador do Brasil passou pela Penha de França em sua última viagem antes da Proclamação da República e dormiu uma noite no Palacete Rodovalho.

## Decadência e demolição
O Palacete Rodovalho iniciou sua decadência após o falecimento de Rodovalho Júnior em 1941. Alguns anos depois, seu filho Rodovalho Neto optou por viver em outra região da cidade de São Paulo, motivo que levou o imóvel a iniciar uma lenta e progressiva deterioração.
Assim, o Palacete Rodovalho acabou sendo demolido entre as décadas de 1950 e 1960. E o terreno onde ficava deu lugar a conjuntos de edifícios residenciais e comerciais que lá estão até os dias de hoje.